# إيفانا شبانوفيتش
إيفانا سبانوفيتش (الصربية السيريلية:Ивана Шпановић، من مواليد 10 مايو 1990) هي لاعبة صربية في رياضة قفز طويل، حاملة لقب بطل العالم الداخلية 2018 وحاملة لقب بطل بطولة أوروبا الداخلية 2017. في عام 2013، أصبحت أول رياضية صربية في مجال السباقات الميدانية تفوز بميدالية في بطولة العالم الخارجي لألعاب القوى. في عام 2018، أصبحت أول رياضي صربي في مجال السباقات الميدانية يفوز بالميدالية الذهبية العالمية الأولى في بطولة العالم لألعاب القوى الداخلية. هي صاحبة الرقم القياسي الصربي في الوثب الطويل، في الداخل والخارج، وهي أيضًا صاحبة الرقم القياسي الوطني الداخلي في مسافة 60 مترًا وفي الخماس. مدربها هو جوران أوبرادوفيتش وهي عضو في نادي رياضي فويفودينا في نوفي ساد.

## روابط خارجية
- إيفانا شبانوفيتش على موقع الاتحاد الدولي لألعاب القوى (الإنجليزية)
- إيفانا شبانوفيتش على موقع الاتحاد الأوروبي لألعاب القوى (الإنجليزية)
- إيفانا شبانوفيتش على موقع الدوري الماسي (الإنجليزية)
- إيفانا شبانوفيتش على موقع اللجنة الأولمبية الدولية (الإنجليزية)
- إيفانا شبانوفيتش على موقع أوليمبيديا (الإنجليزية)
- إيفانا شبانوفيتش على موقع اللجنة الأولمبية الصربية (الصربية)